# Соту-де-Лафойнш
Соту-де-Лафойнш (порт. Souto de Lafões)  —  район (фрегезия) в Португалии,  входит в округ Визеу. Является составной частью муниципалитета  Оливейра-де-Фрадеш. Находится в составе крупной городской агломерации Большое Визеу. По старому административному делению входил в провинцию Бейра-Алта. Входит в экономико-статистический  субрегион Дан-Лафойнш, который входит в Центральный регион. Население составляет 703 человека на 2001 год. Занимает площадь 5,76 км².
Покровителем района считается Иоанн Креститель (порт. S. João Baptista). 